# Weyer (Górna Austria)
Weyer – gmina targowa w Austrii, w kraju związkowym Górna Austria, w powiecie Steyr-Land. Liczy 4159 mieszkańców (1 stycznia 2015).